# Albizia amara
Albizia amara es una especie fanerógama perteneciente a la familia de las fabáceas. Es endémica de África oriental.

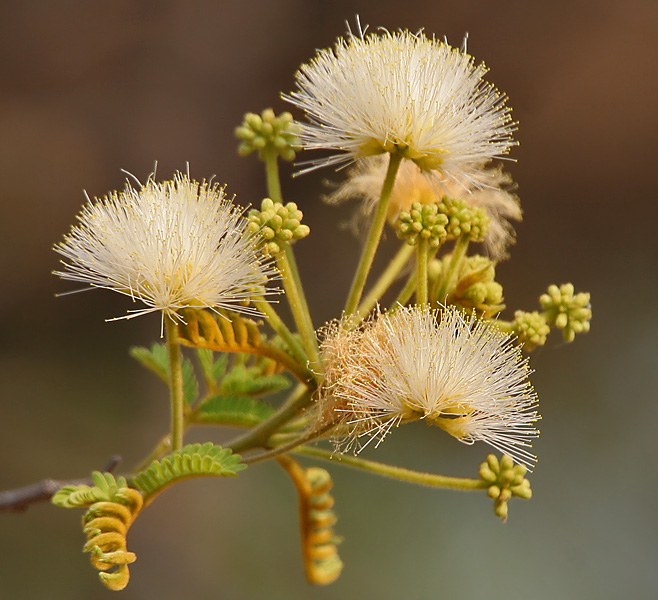
Inflorescencias

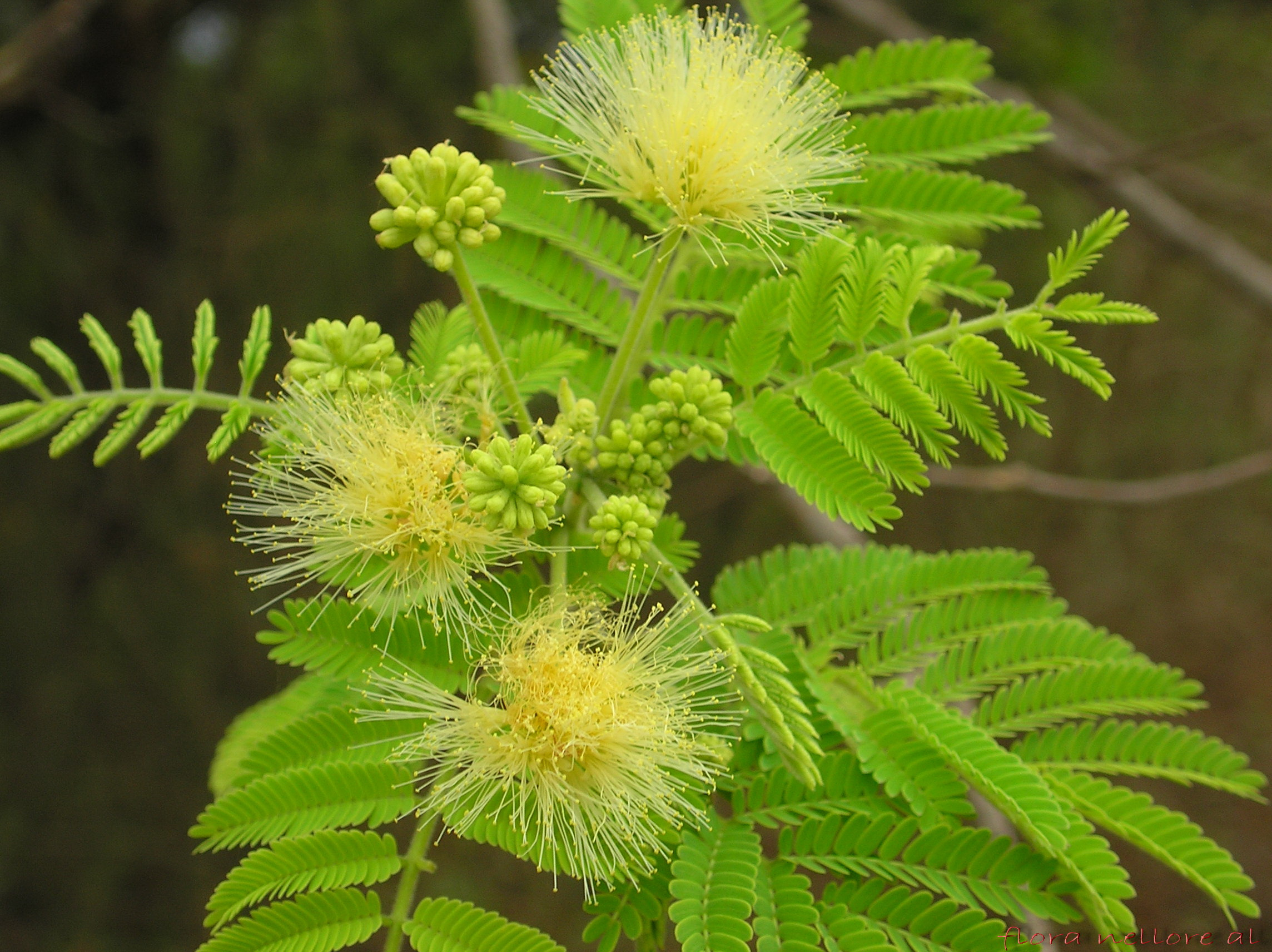
Detalle de las hojas

## Descripción
Es un árbol, raramente arbustivo, que alcanza un tamaño de 1.5-12  m de altura, caducifolio con la copa redondeada o plana, corteza fisurada, áspera. Las ramillas jóvenes con bastante pubescencia corta gris a dorada. Las hojas con glándulas en el lado superior del pecíolo, sésiles, de hasta aproximadamente 0,25 mm; pinnas con 4-46 pares; foliolos 12-48 parejas, oblongas a lineares, 2-5  mm. largo, 0.5-1.5 mm de ancho, simétrica y obtusa o subaguda, a veces, en el ápice, ± adpreso-pubescente en uno o ambos lados o sólo en los márgenes, glabrescentes o no, más tarde. Flores de color blanco o rosa enrojecido, subsésiles o de hasta 1,5 mm pediceladas; bracteolas  caducas, caídas en el tiempo de floración. Corola 3.5-7 mm, pubérulas o pubescentes. Legumbre oblonga, de 10-28 cm. largo, 2-5 cm de ancho, pubérulas sobre la superficie, marrón. Semillas de 8-13 mm. largo, 7-8 mm de ancho, aplanado.

## Taxonomía
Albizia amara fue descrita por (Roxb.) B.Boivin  y publicado en Encyclopédie Méthodique, Botanique 19me Siecle, 2: 34. 1834.
Etimología
albizia: nombre genérico dedicado a Filippo del Albizzi, naturalista italiano del siglo XVIII que fue el primero en introducirla en Europa en el año 1740 desde Constantinopla.
amara: epíteto latino que significa "amargo".
Sinonimia
- Acacia amara Willd.
- Acacia nellyrenza Wight & Arn.
- Acacia wightii Wight & Arn.
- Mimosa amara Roxb.	basónimo
- Mimosa pulchella Roxb.[4]

subsp. amara (Roxb.) B.Boivin
- Albizia gracilifolia Harms

subsp. sericocephala (Benth.) Brenan
- Albizia amara sensu G.C.C.Gilbert & Boutique
- Albizia sericocephala Benth.
- Albizia struthiofolia O.B.Mill.
- Albizia struthiophylla Milne-Redh.